# Vittorino Bondaz
Vittorino Bondaz (parfois francisé en Victorin Bondaz, en raison du bilinguisme officiel en vigueur en Vallée d'Aoste), né en 1905 et mort le 17 décembre 1997, est un avocat et homme politique italien, membre de la Démocratie chrétienne.

## Biographie
Chef de la Démocratie chrétienne dans le Val d'Aoste, il est, de 1949 à 1954, le président du Conseil de la Vallée d'Aoste, avant d'être président de la Vallée d'Aoste de 1954 à 1959.
De 1973 à 1975, il est président de la SITMB, société italienne de gestion du tunnel du Mont-Blanc.